# Sportverein Darmstadt 1898 2019-2020
Questa voce raccoglie le informazioni riguardanti lo Sportverein Darmstadt 1898 nelle competizioni ufficiali della stagione 2019-2020.

## Stagione
Nella stagione 2019-2020 il Darmstadt, allenato da Dīmītrīs Grammozīs, concluse il campionato di 2. Bundesliga al 5º posto. In Coppa di Germania il Darmstadt fu eliminato al secondo turno dal Karlsruhe.

## Rosa
| N. |                          | Ruolo | Calciatore          |
| -- | ------------------------ | ----- | ------------------- |
| 1  | Germania (bandiera)      | P     | Marcel Schuhen      |
| 3  | Germania (bandiera)      | D     | Sebastian Hertner   |
| 4  | Islanda (bandiera)       | C     | Victor Pálsson      |
| 5  | Germania (bandiera)      | D     | Patric Pfeiffer     |
| 6  | Germania (bandiera)      | C     | Marvin Mehlem       |
| 7  | Germania (bandiera)      | A     | Felix Platte        |
| 8  | Germania (bandiera)      | C     | Fabian Schnellhardt |
| 9  | Germania (bandiera)      | A     | Johannes Wurtz      |
| 11 | Germania (bandiera)      | C     | Tobias Kempe        |
| 13 | Germania (bandiera)      | P     | Carl Klaus          |
| 14 | Corea del Sud (bandiera) | C     | Paik Seung-ho       |
| 15 | Germania (bandiera)      | D     | Mathias Wittek      |
| 18 | Austria (bandiera)       | A     | Mathias Honsak      |
| 19 | Turchia (bandiera)       | A     | Serdar Dursun       |
| 20 | Germania (bandiera)      | C     | Marcel Heller       |
| 21 | Germania (bandiera)      | D     | Immanuel Höhn       |

| N. |                                 | Ruolo | Calciatore       |
| -- | ------------------------------- | ----- | ---------------- |
| 22 | Serbia (bandiera)               | A     | Ognjen Ožegović  |
| 23 | Germania (bandiera)             | D     | Nicolai Rapp     |
| 24 | Ucraina (bandiera)              | P     | Igor Berezovskiy |
| 25 | Germania (bandiera)             | C     | Yannick Stark    |
| 26 | Germania (bandiera)             | D     | Matthias Bader   |
| 27 | Germania (bandiera)             | A     | Tim Skarke       |
| 31 | Germania (bandiera)             | P     | Florian Stritzel |
| 32 | Germania (bandiera)             | D     | Fabian Holland   |
| 33 | Ghana (bandiera)                | A     | Braydon Manu     |
| 34 | Germania (bandiera)             | C     | Leon Müller      |
| 35 | Bosnia ed Erzegovina (bandiera) | D     | Dario Đumić      |
| 37 | Germania (bandiera)             | D     | Patrick Herrmann |
| 38 | Germania (bandiera)             | P     | Carl Leonhard    |
| 39 | Germania (bandiera)             | A     | Ensar Arslan     |
| 40 | Germania (bandiera)             | A     | Erich Berko      |

## Organigramma societario
Area tecnica
- Allenatore: Dīmītrīs Grammozīs
- Allenatore in seconda: Iraklis Metaxas, Sven Piepenbrock, Kai Schmitz, Sven Thur
- Preparatore dei portieri: Dimo Wache, Uwe Zimmermann
- Preparatori atletici: Kai Schmitz

## Calciomercato

### Sessione estiva
| Acquisti | Acquisti            | Acquisti            | Acquisti |
| R.       | Nome                | da                  | Modalità |
| -------- | ------------------- | ------------------- | -------- |
| A        | Ognjen Ožegović     | Partizan            |          |
| C        | Paik Seung-ho       | Girona              |          |
| P        | Carl Klaus          | Atlético Baleares   |          |
| D        | Dario Đumić         | Utrecht             |          |
| A        | Mathias Honsak      | Salisburgo          |          |
| A        | Erich Berko         | Dinamo Dresda       |          |
| D        | Mandela Egbo        | Borussia M'gladbach |          |
| A        | Braydon Manu        | Hallescher          |          |
| D        | Patric Pfeiffer     | Amburgo             |          |
| C        | Fabian Schnellhardt | Duisburg            |          |
| P        | Marcel Schuhen      | Sandhausen          |          |
| A        | Tim Skarke          | Heidenheim          |          |
| C        | Julian von Haacke   | Meppen              |          |

| Cessioni | Cessioni               | Cessioni            | Cessioni |
| R.       | Nome                   | a                   | Modalità |
| -------- | ---------------------- | ------------------- | -------- |
| A        | Sören Bertram          | Magdeburgo          |          |
| D        | Marcel Franke          | Hannover 96         |          |
| A        | Luca Gelzleichter      | Alemannia Haibach   |          |
| P        | Max Grün               | Borussia M'gladbach |          |
| A        | Selim Gündüz           | Uerdingen 05        |          |
| P        | Daniel Heuer Fernandes | Amburgo             |          |
| C        | Christoph Moritz       | Amburgo             |          |
| D        | Tim Rieder             | Augusta             |          |
| D        | Cameron Royo           | Viktoria Griesheim  |          |
| P        | Rouven Sattelmaier     | Sonnenhof G.        |          |

### Sessione invernale
| Acquisti | Acquisti       | Acquisti      | Acquisti |
| R.       | Nome           | da            | Modalità |
| -------- | -------------- | ------------- | -------- |
| D        | Matthias Bader | Colonia       |          |
| D        | Nicolai Rapp   | Union Berlino |          |

| Cessioni | Cessioni     | Cessioni       | Cessioni |
| R.       | Nome         | a              | Modalità |
| -------- | ------------ | -------------- | -------- |
| D        | Mandela Egbo | N.Y. Red Bulls |          |

## Risultati

### 2. Bundesliga

#### Girone di andata
| Arbitro: | Hartmann |

|                 |           |            |
| Hunt 90’ (rig.) | Marcatori | 46’ Skarke |

| Arbitro: | Aarnink |

|                              |           |  |
| Skarke 11’ Dursun 64’ (rig.) | Marcatori |  |

| Arbitro: | Ittrich |

|                                               |           |  |
| Amenyido 16’ Wolze 51’ Ouahim 72’ Álvarez 79’ | Marcatori |  |

| Darmstadt 23 agosto 2019, ore 18:30 CEST 4ª giornata | Darmstadt  | 0 – 0 referto | Dinamo Dresda | Merck-Stadion am Böllenfalltor (14 610 spett.)\| Arbitro: \| Jöllenbeck \| |
| Arbitro:                                             | Jöllenbeck |               |               |                                                                            |

| Arbitro: | Pfeifer |

|           |           |  |
| Zenga 47’ | Marcatori |  |

| Arbitro: | Sather |

|                          |           |                       |
| Dursun 6’, 82’ Đumić 72’ | Marcatori | 9’, 85’ Hack 45’ Frey |

| Arbitro: | Badstübner |

|              |           |  |
| Leipertz 59’ | Marcatori |  |

| Arbitro: | Rohde |

|                          |           |                     |
| Ganvoula 10’ (rig.), 25’ | Marcatori | 13’ Höhn 85’ Heller |

| Arbitro: | Brych |

|          |           |            |
| Đumić 7’ | Marcatori | 9’ Hofmann |

| Arbitro: | Reichel |

|  |           |             |
|  | Marcatori | 80’ Pálsson |

| Arbitro: | Gräfe |

|           |           |  |
| Đumić 87’ | Marcatori |  |

| Arbitro: | Osmers |

|                                 |           |             |
| Hrgota 31’, 47’ Höhn 37’ (aut.) | Marcatori | 87’ Pálsson |

| Arbitro: | Sather |

|                 |           |                             |
| Dursun 88’, 90’ | Marcatori | 15’ (aut.) Đumić 90’ Albers |

| Arbitro: | Thomsen |

|               |           |                           |
| Haraguchi 14’ | Marcatori | 4’ (aut.) Anton 29’ Kempe |

| Arbitro: | Heft |

|           |           |                              |
| Kempe 71’ | Marcatori | 48’, 49’ Klos 90’ Voglsammer |

| Wiesbaden 8 dicembre 2019, ore 13:30 CET 16ª giornata | Wehen Wiesbaden | 0 – 0 referto | Darmstadt | BRITA-Arena (8 034 spett.)\| Arbitro: \| Jöllenbeck \| |
| Arbitro:                                              | Jöllenbeck      |               |           |                                                        |

| Arbitro: | Ittrich |

|           |           |          |
| Kempe 20’ | Marcatori | 45’ Sosa |

#### Girone di ritorno
| Arbitro: | Aarnink |

|                 |           |                          |
| Dursun 32’, 58’ | Marcatori | 18’ Hinterseer 45’ Jatta |

| Arbitro: | Heft |

|             |           |            |
| Thesker 30’ | Marcatori | 45’ Dursun |

| Arbitro: | Koslowski |

|                       |           |                              |
| Dursun 35’ Platte 83’ | Marcatori | 42’ (rig.) Álvarez 77’ Girth |

| Arbitro: | Bacher |

|                         |           |                              |
| Hušbauer 4’ Schmidt 57’ | Marcatori | 8’ Paik 12’ Kempe 43’ Dursun |

| Arbitro: | Kempkes |

|          |           |  |
| Höhn 59’ | Marcatori |  |

| Arbitro: | Alt |

|             |           |                            |
| Dovedan 30’ | Marcatori | 55’ (rig.) Kempe 89’ Đumić |

| Arbitro: | Waschitzki-Günther |

|                       |           |  |
| Dursun 11’ Honsak 16’ | Marcatori |  |

| Darmstadt 7 marzo 2020, ore 13:00 CET 25ª giornata | Darmstadt | 0 – 0 referto | Bochum | Merck-Stadion am Böllenfalltor (15 125 spett.)\| Arbitro: \| Reichel \| |
| Arbitro:                                           | Reichel   |               |        |                                                                         |

| Arbitro: | Jöllenbeck |

|                          |           |  |
| Hofmann 66’ Wanitzek 90’ | Marcatori |  |

| Arbitro: | Kempkes |

|                                            |           |  |
| Honsak 7’ Stark 74’ Mehlem 78’ Pálsson 89’ | Marcatori |  |

| Arbitro: | Günsch |

|           |           |                                  |
| Krüger 8’ | Marcatori | 19’ (rig.) Kempe 72’, 81’ Dursun |

| Arbitro: | Waschitzki-Günther |

|                  |           |               |
| Schnellhardt 56’ | Marcatori | 87’ Stefaniak |

| Arbitro: | Badstübner |

|                                      |           |  |
| Correia 7’ Besuschkow 52’ George 77’ | Marcatori |  |

| Arbitro: | Winter |

|                                          |           |                      |
| Dursun 24’ Schnellhardt 62’ Pfeiffer 90’ | Marcatori | 47’ Prib 58’ Ducksch |

| Arbitro: | Kempkes |

|            |           |  |
| Prietl 52’ | Marcatori |  |

| Arbitro: | Schmidt |

|                                |           |              |
| Dursun 63’ Paik 77’ Heller 86’ | Marcatori | 5’ Schäffler |

| Arbitro: | Steinhaus-Webb |

|           |           |                                |
| Gómez 42’ | Marcatori | 32’ Dursun 53’ Bader 88’ Kempe |

### Coppa di Germania
| Arbitro: | Müller |

|          |           |                                                             |
| Jobe 48’ | Marcatori | 32’ Schnellhardt 37’ Mehlem 43’, 56’, 75’ Dursun 89’ Skarke |

| Arbitro: | Badstübner |

|  |           |             |
|  | Marcatori | 85’ Hofmann |

## Statistiche

### Statistiche di squadra
| Competizione      | Punti | In casa | In casa | In casa | In casa | In casa | In casa | In trasferta | In trasferta | In trasferta | In trasferta | In trasferta | In trasferta | Totale | Totale | Totale | Totale | Totale | Totale | DR |
| Competizione      | Punti | G       | V       | N       | P       | Gf      | Gs      | G            | V            | N            | P            | Gf           | Gs           | G      | V      | N      | P      | Gf     | Gs     | DR |
| ----------------- | ----- | ------- | ------- | ------- | ------- | ------- | ------- | ------------ | ------------ | ------------ | ------------ | ------------ | ------------ | ------ | ------ | ------ | ------ | ------ | ------ | -- |
| 2. Bundesliga     | 52    | 17      | 7       | 9       | 1       | 29      | 18      | 17           | 6            | 4            | 7            | 19           | 25           | 34     | 13     | 13     | 8      | 48     | 43     | +5 |
| Coppa di Germania | -     | 1       | 0       | 0       | 1       | 0       | 1       | 1            | 1            | 0            | 0            | 6            | 1            | 2      | 1      | 0      | 1      | 6      | 2      | +4 |
| Totale            | 52    | 18      | 7       | 9       | 2       | 29      | 19      | 18           | 7            | 4            | 7            | 25           | 26           | 36     | 14     | 13     | 9      | 54     | 45     | +9 |

### Andamento in campionato
| Giornata  | 1 | 2 | 3  | 4  | 5  | 6  | 7  | 8  | 9  | 10 | 11 | 12 | 13 | 14 | 15 | 16 | 17 | 18 | 19 | 20 | 21 | 22 | 23 | 24 | 25 | 26 | 27 | 28 | 29 | 30 | 31 | 32 | 33 | 34 |
| --------- | - | - | -- | -- | -- | -- | -- | -- | -- | -- | -- | -- | -- | -- | -- | -- | -- | -- | -- | -- | -- | -- | -- | -- | -- | -- | -- | -- | -- | -- | -- | -- | -- | -- |
| Luogo     | T | C | T  | C  | T  | C  | T  | T  | C  | T  | C  | T  | C  | T  | C  | T  | C  | C  | T  | C  | T  | C  | T  | C  | C  | T  | C  | T  | C  | T  | C  | T  | C  | T  |
| Risultato | N | V | P  | N  | P  | N  | P  | N  | N  | V  | V  | P  | N  | V  | P  | N  | N  | N  | N  | N  | V  | V  | V  | V  | N  | P  | V  | V  | N  | P  | V  | P  | V  | V  |
| Posizione | 7 | 6 | 13 | 11 | 16 | 14 | 15 | 16 | 17 | 15 | 11 | 14 | 13 | 10 | 12 | 13 | 12 | 12 | 11 | 11 | 11 | 9  | 7  | 6  | 6  | 7  | 5  | 5  | 5  | 5  | 5  | 5  | 5  | 5  |

Legenda:

Luogo: C = Casa; T = Trasferta. Risultato: V = Vittoria; N = Pareggio; P = Sconfitta.

### Statistiche dei giocatori
| Giocatore       | 2. Bundesliga | 2. Bundesliga | 2. Bundesliga | 2. Bundesliga | Coppa di Germania | Coppa di Germania | Coppa di Germania | Coppa di Germania | Totale   | Totale | Totale      | Totale     |
| Giocatore       | Presenze      | Reti          | Ammonizioni   | Espulsioni    | Presenze          | Reti              | Ammonizioni       | Espulsioni        | Presenze | Reti   | Ammonizioni | Espulsioni |
| --------------- | ------------- | ------------- | ------------- | ------------- | ----------------- | ----------------- | ----------------- | ----------------- | -------- | ------ | ----------- | ---------- |
| E. Arslan       | 2             | 0             | 0             | 0             | 0                 | 0                 | 0                 | 0                 | 2        | 0      | 0           | 0          |
| M. Bader        | 12            | 1             | 1             | 0             | 0                 | 0                 | 0                 | 0                 | 12       | 1      | 1           | 0          |
| I. Berezovskiy  | 0             | 0             | 0             | 0             | 0                 | 0                 | 0                 | 0                 | 0        | 0      | 0           | 0          |
| E. Berko        | 7             | 0             | 1             | 0             | 0                 | 0                 | 0                 | 0                 | 7        | 0      | 1           | 0          |
| S. Dursun       | 34            | 16            | 5             | 0             | 2                 | 3                 | 0                 | 0                 | 36       | 19     | 5           | 0          |
| M. Egbo         | 5             | 0             | 1             | 0             | 1                 | 0                 | 0                 | 0                 | 6        | 0      | 1           | 0          |
| M. Heller       | 26            | 2             | 2             | 0             | 2                 | 0                 | 0                 | 0                 | 28       | 2      | 2           | 0          |
| P. Herrmann     | 26            | 0             | 3             | 0             | 2                 | 0                 | 0                 | 0                 | 28       | 0      | 3           | 0          |
| S. Hertner      | 2             | 0             | 0             | 0             | 0                 | 0                 | 0                 | 0                 | 2        | 0      | 0           | 0          |
| F. Holland      | 32            | 0             | 6             | 0             | 2                 | 0                 | 0                 | 0                 | 34       | 0      | 6           | 0          |
| M. Honsak       | 23            | 2             | 0             | 0             | 1                 | 0                 | 0                 | 0                 | 24       | 2      | 0           | 0          |
| I. Höhn         | 23            | 2             | 2             | 1             | 2                 | 0                 | 1                 | 0                 | 25       | 2      | 3           | 1          |
| T. Kempe        | 27            | 7             | 4             | 0             | 1                 | 0                 | 0                 | 0                 | 28       | 7      | 4           | 0          |
| C. Klaus        | 1             | 0             | 0             | 0             | 0                 | 0                 | 0                 | 0                 | 1        | 0      | 0           | 0          |
| C. Leonhard     | 0             | 0             | 0             | 0             | 0                 | 0                 | 0                 | 0                 | 0        | 0      | 0           | 0          |
| B. Manu         | 4             | 0             | 0             | 0             | 0                 | 0                 | 0                 | 0                 | 4        | 0      | 0           | 0          |
| M. Mehlem       | 26            | 1             | 7             | 0             | 2                 | 1                 | 0                 | 0                 | 28       | 2      | 7           | 0          |
| L. Müller       | 1             | 0             | 0             | 0             | 0                 | 0                 | 0                 | 0                 | 1        | 0      | 0           | 0          |
| O. Ožegović     | 5             | 0             | 0             | 0             | 0                 | 0                 | 0                 | 0                 | 5        | 0      | 0           | 0          |
| S. Paik         | 28            | 2             | 3             | 0             | 1                 | 0                 | 0                 | 0                 | 29       | 2      | 3           | 0          |
| P. Pfeiffer     | 7             | 1             | 1             | 0             | 0                 | 0                 | 0                 | 0                 | 7        | 1      | 1           | 0          |
| F. Platte       | 13            | 1             | 0             | 0             | 0                 | 0                 | 0                 | 0                 | 13       | 1      | 0           | 0          |
| V. Pálsson      | 31            | 3             | 4             | 3             | 2                 | 0                 | 0                 | 0                 | 33       | 3      | 4           | 3          |
| N. Rapp         | 13            | 0             | 1             | 0             | 0                 | 0                 | 0                 | 0                 | 13       | 0      | 1           | 0          |
| F. Schnellhardt | 20            | 2             | 1             | 0             | 2                 | 1                 | 0                 | 0                 | 22       | 3      | 1           | 0          |
| M. Schuhen      | 26            | 0             | 2             | 0             | 1                 | 0                 | 0                 | 0                 | 27       | 0      | 2           | 0          |
| T. Skarke       | 27            | 2             | 4             | 0             | 2                 | 1                 | 0                 | 0                 | 29       | 3      | 4           | 0          |
| Y. Stark        | 28            | 1             | 3             | 0             | 1                 | 0                 | 0                 | 0                 | 29       | 1      | 3           | 0          |
| F. Stritzel     | 8             | 0             | 0             | 0             | 1                 | 0                 | 0                 | 0                 | 9        | 0      | 0           | 0          |
| A. Vogler       | 0             | 0             | 0             | 0             | 0                 | 0                 | 0                 | 0                 | 0        | 0      | 0           | 0          |
| M. Wittek       | 2             | 0             | 0             | 0             | 0                 | 0                 | 0                 | 0                 | 2        | 0      | 0           | 0          |
| J. Wurtz        | 1             | 0             | 0             | 0             | 1                 | 0                 | 0                 | 0                 | 2        | 0      | 0           | 0          |
| S. Zehnder      | 0             | 0             | 0             | 0             | 0                 | 0                 | 0                 | 0                 | 0        | 0      | 0           | 0          |
| D. Đumić        | 33            | 4             | 5             | 0             | 2                 | 0                 | 0                 | 0                 | 35       | 4      | 5           | 0          |